# نخستین جنگ ایتالیا-اتیوپی
نخستین جنگ ایتالیا-اتیوپی (ایتالیایی: Guerra d'Abissinia) بین پادشاهی ایتالیا و امپراتوری اتیوپی از ۱۸۹۵ تا ۱۸۹۶ رخ داد. این جنگ در نتیجهٔ فسخ قرارداد صلح ووچاله، که بر اساس آن ایتالیا ادعای قیمومیت بر اتیوپی را داشت، رخ داد. جنگ در سال ۱۸۹۵ با پیروزی‌های اولیهٔ اریترهٔ تحت‌کنترل ایتالیا آغاز شد و در ادامه سپاهیان اتیوپی دست به ضد حمله زده و قلعهٔ ایتالیایی مکله را محاصره و تسخیر کردند. شکست ایتالیا پس از جنگ آدوا رخ داد، که در طی آن سپاه اتیوپی سربازان ایتالیایی و نیروهای اریتره را وادار به عقب‌نشینی به داخل خاک اریتره کرد. برخی از سران اریتره که خائن شناخته شدند توسط اتیوپیایی‌ها دستگیر و اعدام شدند. جنگ با امضای قرارداد صلح آدیس آبابا پایان یافت. از آنجا که این جنگ نخستین پیروزی قاطع نیروهای آفریقایی بر استعمارگران اروپایی بود، نماد بارز جنبش پان‌آفریقا شده و حکومت اتیوپی را تا سال ۱۹۳۶ تضمین کرد.